# Казале сул Силе
Каза̀ле сул Сѝле (на италиански: Casale sul Sile; на венециански: Casal, Казал) е град и община в Северна Италия, провинция Тревизо, регион Венето. Разположен е на 6 m надморска височина. Населението на общината е 12 855 души (към 2011 г.).